# Аккуанегра-Кремонезе
Аккуанегра-Кремонезе, Аккуанеґра-Кремонезе (італ. Acquanegra Cremonese) — муніципалітет в Італії, у регіоні Ломбардія,  провінція Кремона.
Аккуанегра-Кремонезе розташована на відстані близько 420 км на північний захід від Рима, 65 км на південний схід від Мілана, 13 км на захід від Кремони.
Населення — 1187 осіб (2014).

## Демографія
Населення за роками:

Станом на 1 січня 2023 року в муніципалітеті офіційно проживали 143 іноземці з 19 країн, серед них 45 громадян країн Євросоюзу та 2 громадяни України.

## Сусідні муніципалітети
- Кротта-д'Адда
- Грумелло-Кремонезе-ед-Уніті
- Сесто-ед-Уніті
- Спінадеско